# St. Nikolai (Röhrensee)
St. Nikolai ist die evangelische Dorfkirche von Röhrensee im thüringischen Ilm-Kreis. Sie liegt im Zentrum des Ortes, ist aber dennoch nicht sofort zu entdecken.

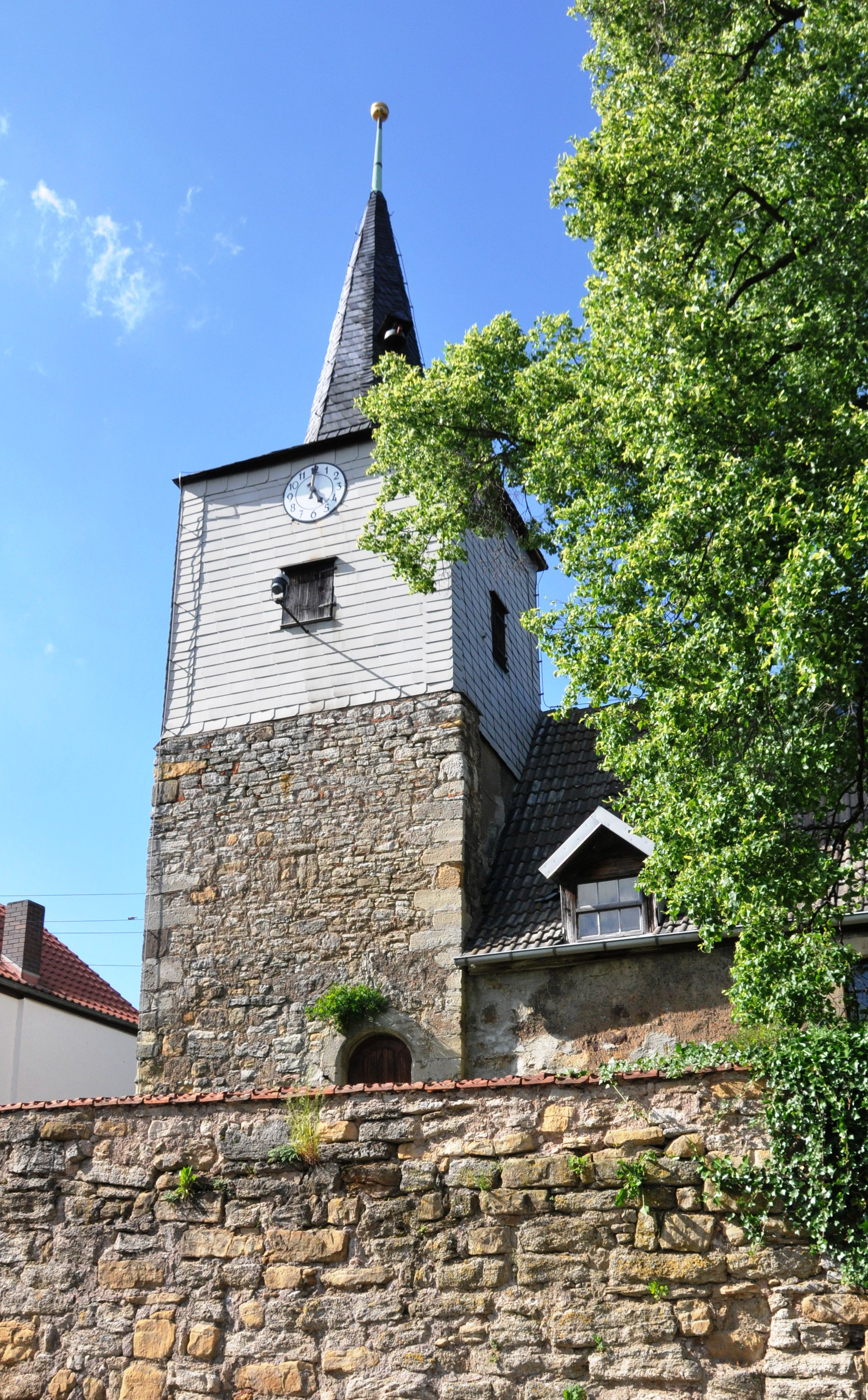
Kirche

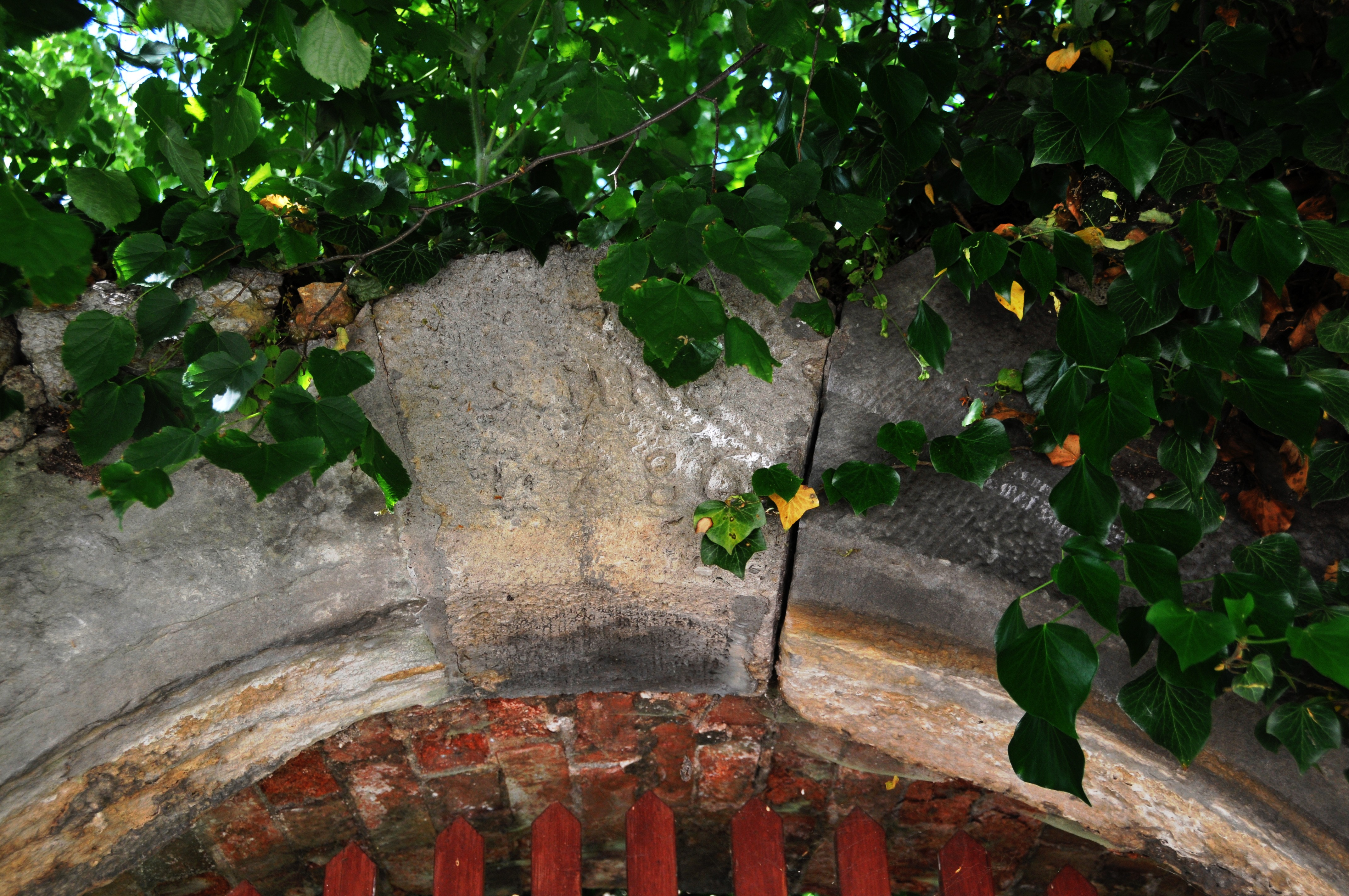
Schlussstein des Tors in der Kirchhofmauer mit der Jahreszahl 1780

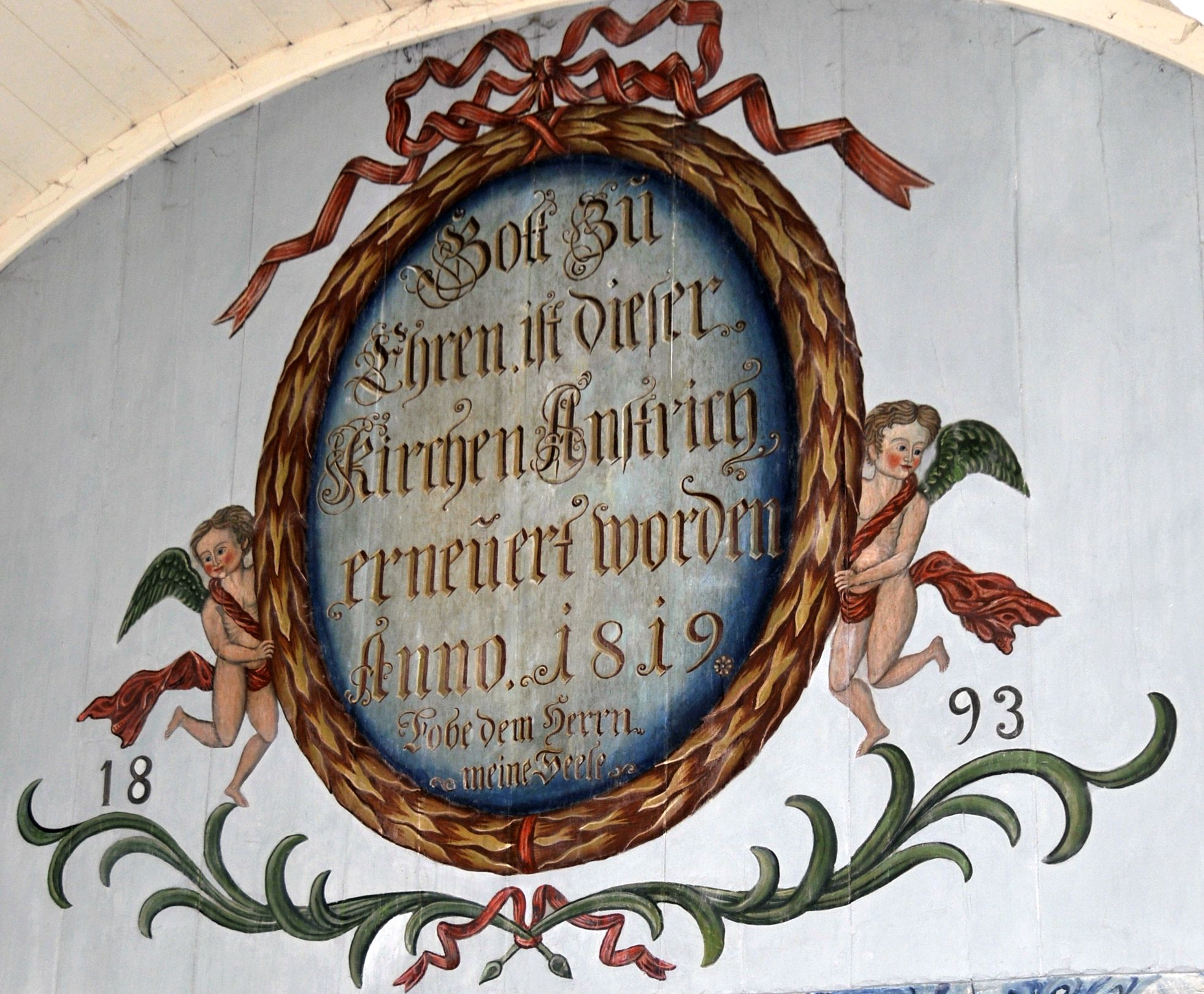
Dokumentation des neuen Anstrichs

## Geschichte
Die ursprünglich romanische kleine Kirche wurde im Laufe der Zeiten häufig umgebaut, wie aus den zahlreichen Baunähten in den Wänden zu schließen ist. Auch die Hanglage bringt statische Probleme. Davon zeugen zahlreiche Maueranker und Stützmauern. Während der Renaissance- und Barockzeit erfolgten die umfangreichsten Umbauten.
Eine große Inschrift über der Westempore berichtet von Renovierungsarbeiten (neuer Anstrich) in den Jahren 1819 und 1893.
Der Kirchturm stammt aus etwa 1500. Im Zweiten Weltkrieg wurden seine Glocken für militärische Zwecke eingeschmolzen. In den 1950er Jahren schlug ein Blitz in den Turm ein, so dass eine Seitenwand neu gemauert werden musste.
1989 wurde die Innenraumsanierung der Kirche abgeschlossen. Dabei konnte die schlichte Fassung von Malereien aus dem Jahre 1627 wiederhergestellt werden. Es bestechen die schönen Marmorierungen in blau und goldfarben an der Kanzel, der Orgel und an anderen Einrichtungen.
Aus dieser Zeit stammt auch der Taufstein. Die Kanzel wurde 1995 restauriert und an ihrem Platz wieder aufgestellt. Die Pastoren nutzen sie allerdings nicht, sondern sprechen vom Altar aus zur Glaubensgemeinde. 1707 wurden die barocken Malereien am Kanzelkorb aufgebracht. Eines der Felder des Kanzelkorbs enthält einen Tapetendruck aus dem Ende des 16. Jahrhunderts. Meist schützt ihn heute ein weißes darüber hängendes Tuch vor dem Ausbleichen.

## Orgel
Die Orgel wurde durch Johann Eifert (Stadtilm) (Adam Eifert Nachfolger) erbaut. Die Abnahme erfolgte am 27. November 1914 durch L. Lange aus Erfurt. Das Orgelwerk wurde in das Gehäuse der Vorgängerorgel von 1702 (vermutlich Georg Christoph Stertzing) eingebaut. Ob zwischen 1702 und 1914 noch weitere Veränderungen an der Vorgängerorgel vorgenommen wurden, ist unklar. Die Letzte Disposition wurde am 28. Juni 1913 aufgenommen.

### Disposition Vorgängerorgel
| I Manual C–c3 |           |    |  |
| 1.            | Hohlflöte | 8′ |  |
| 2.            | Gedeckt   | 8′ |  |
| 3.            | Gambe     | 8′ |  |
| 4.            | Octave    | 4′ |  |
| 5.            | Flöte     | 4′ |  |
| 6.            | Octave    | 2′ |  |

| Pedal C–c1 |           |     |  |
| 7.         | Subbass   | 16′ |  |
| 8.         | Octavbass | 8′  |  |

- Koppeln: I/P

### Disposition Eifert-Orgel
| I Manual C–f3 |           |        |
| 1.            | Principal | 8'     |
| 2.            | Gambe     | 8'     |
| 3.            | Hohlflöte | 8'     |
| 4.            | Octave    | 4'     |
| 5.            | Quinte    | 2 2/3' |
| 6.            | Mixtur    |        |

| II Manual C–f3 |                  |    |
| 7.             | Flauto Dolce     | 8' |
| 8.             | Lieblich Gedeckt | 8' |
| 9.             | Salicional       | 8' |

| Pedal C–d1 |         |     |
| 10.        | Subbass | 16' |

- Koppeln:
  - Normalkoppeln: II/I, I/P, II/P
  - Superoktavkoppeln: P/P
- Spielhilfen: Fest Kombinationen: Piano, Forte, Tutti, Piano Pedal

## Galerie

Bilder aus der Kirche
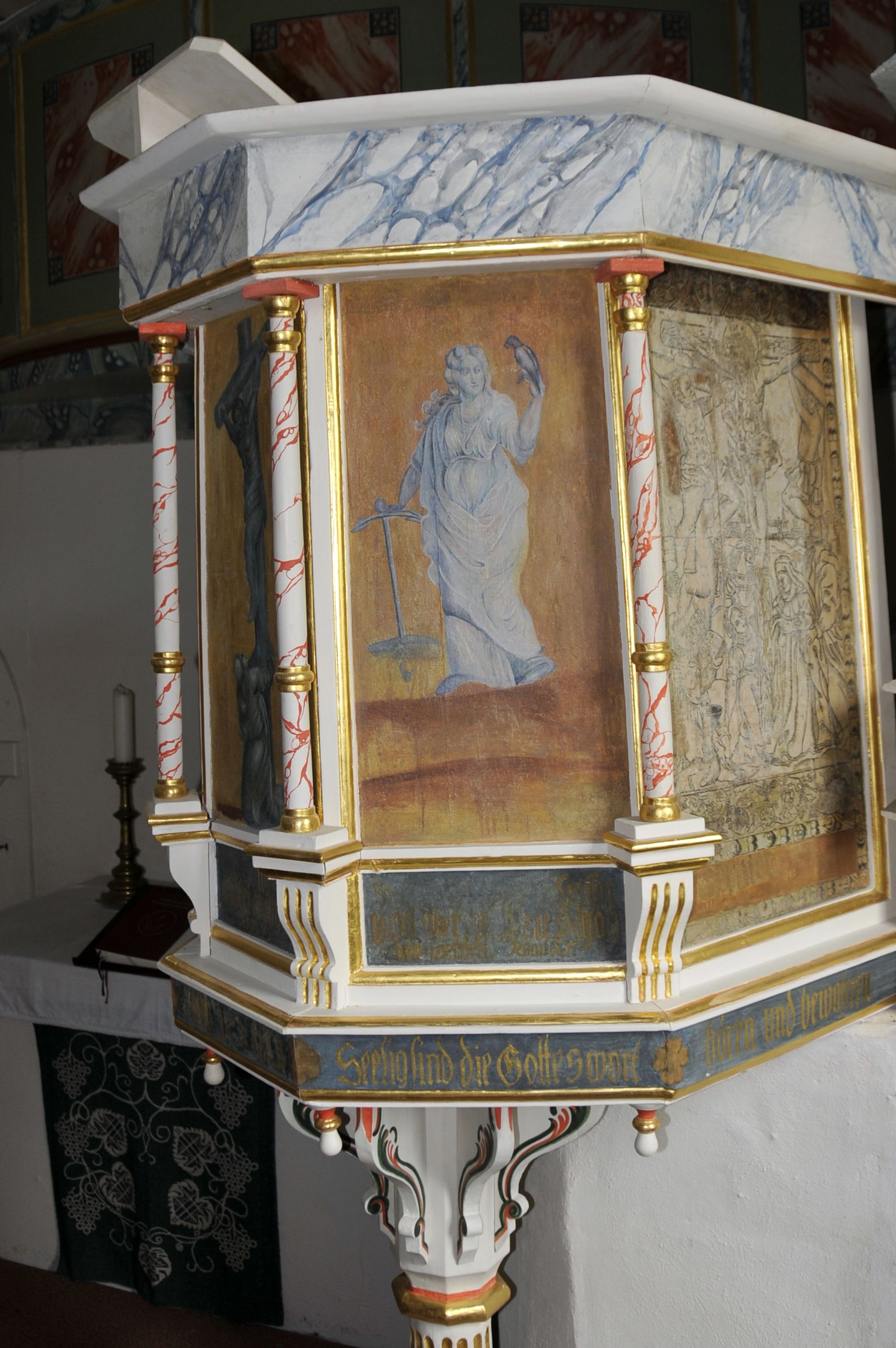
Kanzel (rechtes Feld mit Tapetendruck)
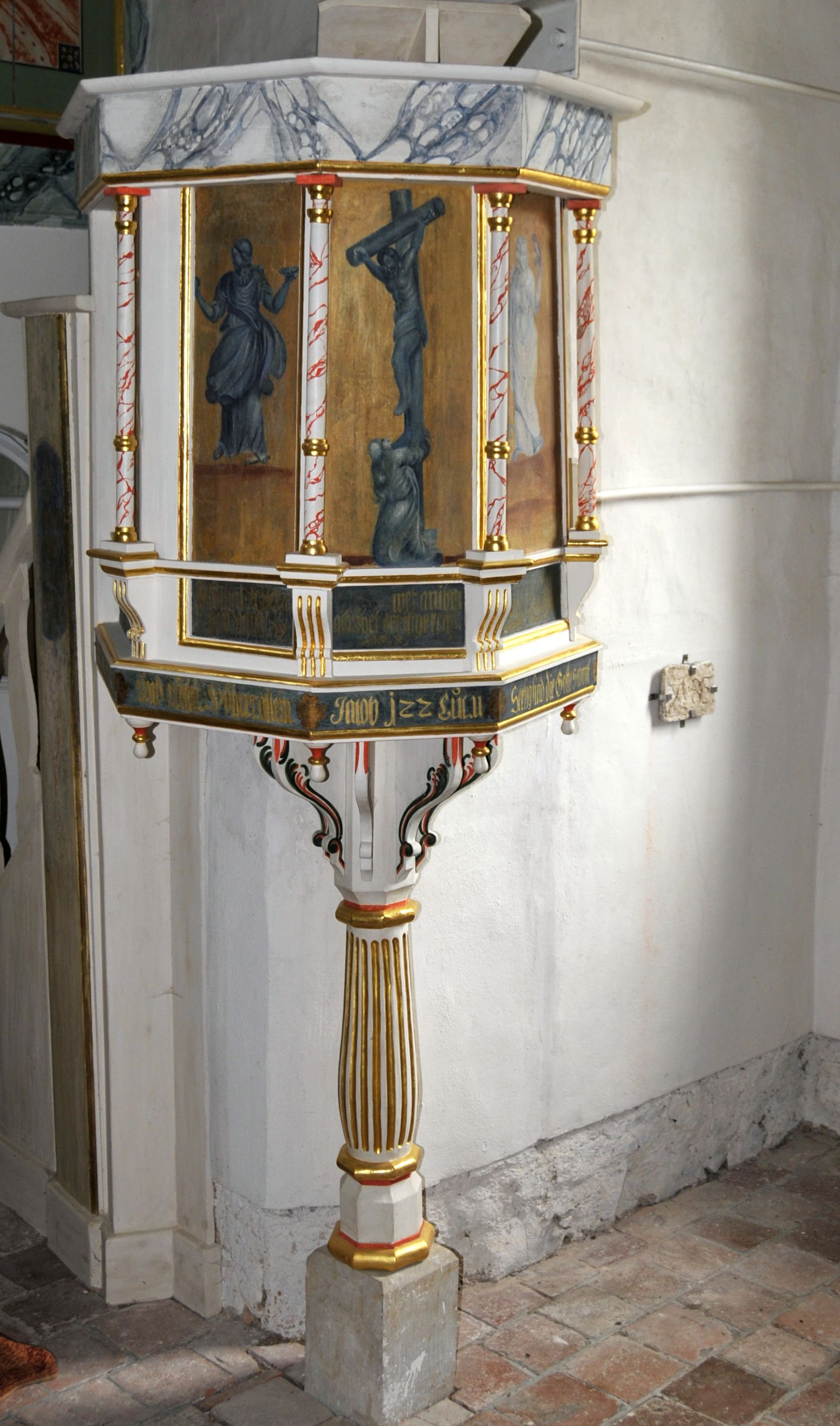
Kanzel
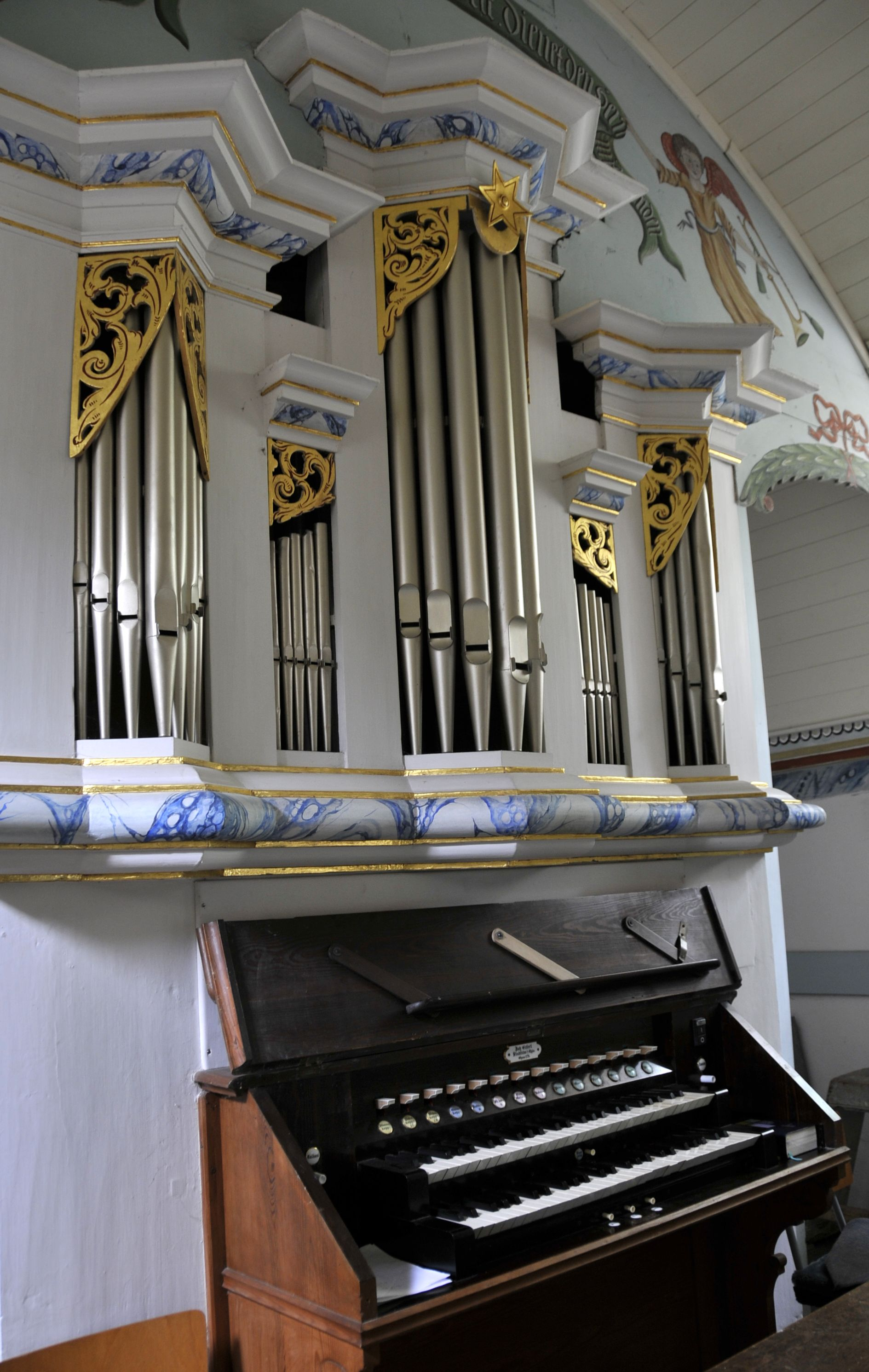
Orgel
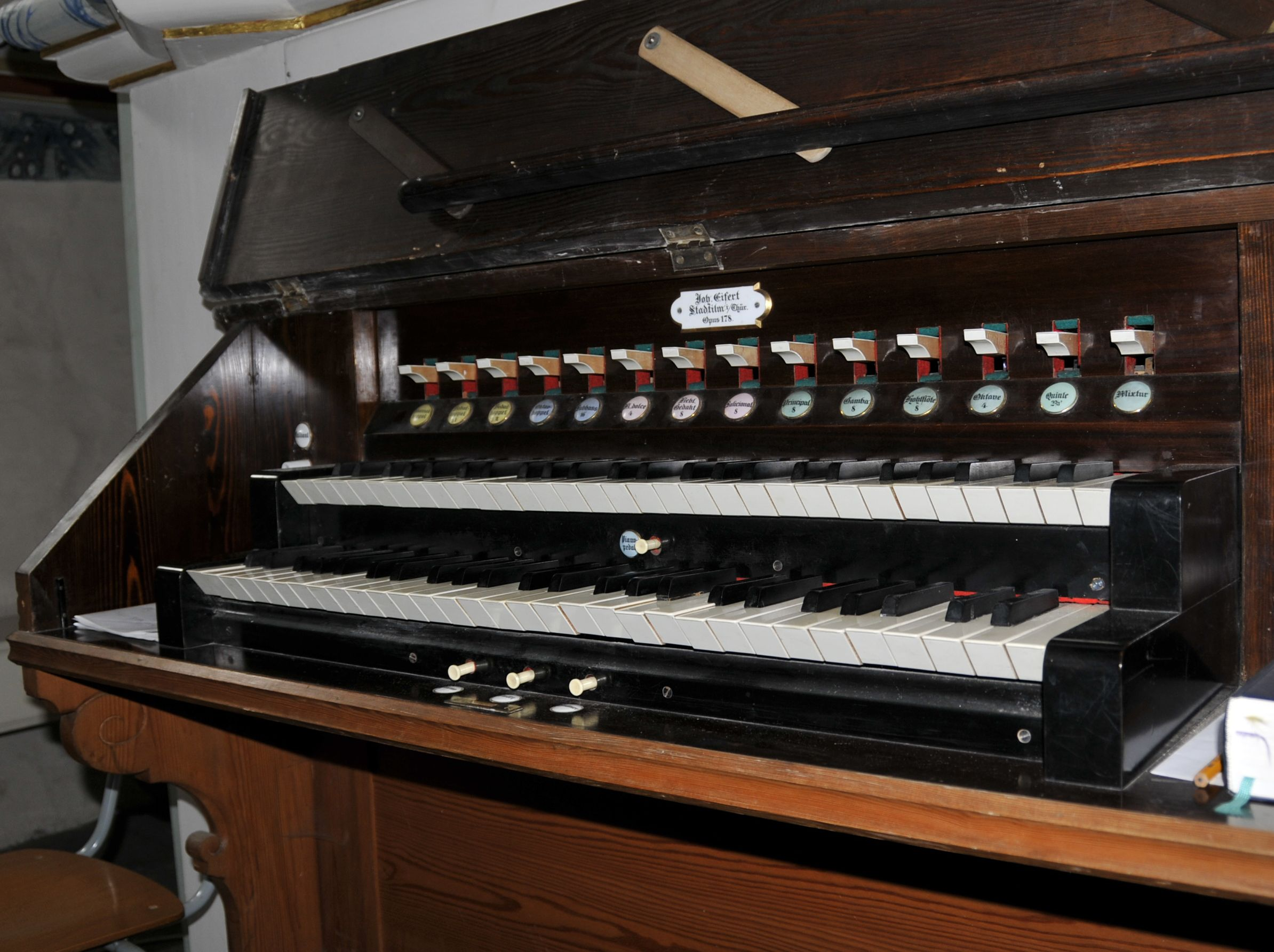
Orgelmanuale